# Medaile Za záchranu života (Bělorusko)
Medaile Za záchranu života (bělorusky Медаль «За выратаванае жыццё») je běloruské státní vyznamenání založené roku 2015. Udílena je občanům Běloruska za záchranu lidského života. 

## Historie
Vyznamenání bylo založeno zákonem Běloruské republiky č. 256-3 ze dne 28. dubna 2015. Popis medaile byl stanoven dekretem prezidenta Běloruské republiky č. 184 ze dne 25. května 2017. Před jejím vznikem byla lidem za záchranu života udílena medaile Za odvahu.
V systému státních vyznamenání Sovětského svazu existovaly dvě podobné medaile, medaile Za záchranu tonoucích a medaile Za odvahu v ohni. Vzhled druhé z nich se stal předlohou pro běloruskou medaili.

## Pravidla udílení
Medaile se udílí občanům Běloruska za záchranu lidí na vodě, při přírodních katastrofách, požárech, nehodách a dalších mimořádných událostech.
Medaile Za záchranu života se nosí nalevo na hrudi. V přítomnosti dalších běloruských medailí se nosí za medaile Za odvahu.

## Popis medaile
Medaile pravidelného kulatého tvaru o průměru 33 mm je vyrobena z postříbřeného tombaku. V levé části je při vnějším okraji věnec z vavřínových a dubových listů. V pravé části je při vnějším okraji nápis v cyrilici ЗА ВЫРАТАВАНАЕ ЖЫЦЦЁ. Uprostřed je reliéfní vyobrazení hasiče s dítětem v náručí. Zadní strana je hladká se sériovým číslem uprostřed.
Medaile je připojena pomocí jednoduchého kroužku ke kovové destičce ve tvaru pětiúhelníku potažené hedvábnou stuhou z moaré. Stuha je široká 24 mm. Uprostřed je proužek žluté barvy široký 1 mm, na který z obou stran navazuje proužek zelené a proužek červené barvy, oba široké 1 mm, dále je pruh bílé barvy široký 3,5 mm a na okrajích tmavě modré pruhy široké 6 mm.